# شط الفرانيق
شط الفرانيق هو شط يقع في الصحراء التونسية شرق مدينة الفوار، وهو يتصل شمالاً بشط الجريد.
| شط الفرانيق |